# Championnat des Amériques masculin de basket-ball des moins de 16 ans 2017
Navigation
Argentine 2015 Brésil 2019
Le championnat des Amériques masculin de basket-ball des moins de 16 ans 2017 se déroule à Formosa en Argentine du 14 au 18 juin 2017. Il s'agit de la cinquième édition de la compétition, instaurée en 2009.

## Équipes participantes

### Qualifications
8 équipes, issues des différentes zones de qualification du Championnat des Amériques U16, sont qualifiées pour cette compétition.
| Mode de qualification                                                                  | Places | Nations qualifiées                        |
| -------------------------------------------------------------------------------------- | ------ | ----------------------------------------- |
| Hôte du championnat des Amériques U16 2017                                             | 1      | Argentine                                 |
| Qualifications Championnat des Amériques U16 2017 (Zone Amérique du Nord)              | 2      | Canada États-Unis                         |
| Qualifications Championnat des Amériques U16 2017 (Zone Amérique centrale et Caraïbes) | 3      | Mexique Porto Rico République dominicaine |
| Qualifications Championnat des Amériques U16 2017 (Zone Amérique du Sud)               | 2      | Paraguay Venezuela                        |

## Rencontres

### Premier tour
Légende des classements
- Qualifié pour les demi-finales
- Qualifié pour les matches de classement

#### Groupe A
| Rang | Équipe    | Pts | J | G | P | Pp  | Pc  | Diff |  | Résultats (dom.\ext.) |   |       |       |       |
| ---- | --------- | --- | - | - | - | --- | --- | ---- |  | --------------------- | - | ----- | ----- | ----- |
| 1    | Canada    | 6   | 3 | 3 | 0 | 234 | 175 | 59   |  | Canada                |   | 75-61 | 79-71 | 80-43 |
| 2    | Argentine | 5   | 3 | 2 | 1 | 178 | 166 | 12   |  | Argentine             | - |       | 71-52 | 46-39 |
| 3    | Paraguay  | 4   | 3 | 1 | 2 | 193 | 214 | -21  |  | Paraguay              | - | -     |       | 70-64 |
| 4    | Venezuela | 3   | 3 | 0 | 3 | 146 | 196 | -50  |  | Venezuela             | - | -     | -     |       |

#### Groupe B
| Rang | Équipe                 | Pts | J | G | P | Pp  | Pc  | Diff |  | Résultats (dom.\ext.)  |   |        |       |        |
| ---- | ---------------------- | --- | - | - | - | --- | --- | ---- |  | ---------------------- | - | ------ | ----- | ------ |
| 1    | États-Unis             | 6   | 3 | 3 | 0 | 331 | 166 | 165  |  | États-Unis             |   | 110-69 | 94-45 | 127-52 |
| 2    | Porto Rico             | 5   | 3 | 2 | 1 | 244 | 266 | -22  |  | Porto Rico             | - |        | 94-88 | 81-68  |
| 3    | République dominicaine | 4   | 3 | 1 | 2 | 219 | 233 | -14  |  | République dominicaine | - | -      |       | 86-45  |
| 4    | Mexique                | 3   | 3 | 0 | 3 | 165 | 294 | -129 |  | Mexique                | - | -      | -     |        |

### Tableau final
|  | Demi-finales | Demi-finales | Demi-finales | Demi-finales |                               |        | Finale       | Finale       | Finale       | Finale       |
|  |              |              |              |              |                               |        |              |              |              |              |
|  | 17 juin 2017 | 17 juin 2017 | 17 juin 2017 | 17 juin 2017 |                               |        | 18 juin 2017 | 18 juin 2017 | 18 juin 2017 | 18 juin 2017 |
|  | A1           | Canada       | 81           | 81           |                               |        | 18 juin 2017 | 18 juin 2017 | 18 juin 2017 | 18 juin 2017 |
|  | A1           | Canada       | 81           | 81           |                               |        | 18 juin 2017 | 18 juin 2017 | 18 juin 2017 | 18 juin 2017 |
|  | B2           | Porto Rico   | 66           | 66           |                               |        | 18 juin 2017 | 18 juin 2017 | 18 juin 2017 | 18 juin 2017 |
|  | B2           | Porto Rico   | 66           | 66           | Canada                        | Canada | 60           | 60           |              |              |
|  | 17 juin 2017 |              |              |              | Canada                        | Canada | 60           | 60           |              |              |
|  |              |              | États-Unis   | États-Unis   | 111                           | 111    |              |              |              |              |
|  | B1           | États-Unis   | États-Unis   | États-Unis   | 111                           | 111    | 121          | 121          |              |              |
|  | B1           | États-Unis   |              |              |                               |        |              | 121          |              |              |
|  | A2           | Argentine    | 49           | 49           |                               |        |              |              |              |              |
|  | A2           | Argentine    | 49           | 49           | Match pour la troisième place |        |              |              |              |              |
|  |              |              |              |              |                               |        |              |              |              |              |
|  | 18 juin 2017 |              |              |              |                               |        |              |              |              |              |
|  | Porto Rico   | Porto Rico   | 78           | 78           |                               |        |              |              |              |              |
|  | Porto Rico   | Porto Rico   | 78           | 78           |                               |        |              |              |              |              |
|  | Argentine    | Argentine    | 67           | 67           |                               |        |              |              |              |              |
|  | Argentine    | Argentine    | 67           | 67           |                               |        |              |              |              |              |

### Matches de classement

#### Matches pour la5eplace
|  | Tour de classement 5e - 8e | Tour de classement 5e - 8e | Tour de classement 5e - 8e | Tour de classement 5e - 8e |                        |         | Match pour la 5e place | Match pour la 5e place | Match pour la 5e place | Match pour la 5e place |
|  |                            |                            |                            |                            |                        |         |                        |                        |                        |                        |
|  | 17 juin 2017               | 17 juin 2017               | 17 juin 2017               | 17 juin 2017               |                        |         | 18 juin 2017           | 18 juin 2017           | 18 juin 2017           | 18 juin 2017           |
|  | Paraguay                   | Paraguay                   | 60                         | 60                         |                        |         | 18 juin 2017           | 18 juin 2017           | 18 juin 2017           | 18 juin 2017           |
|  | Paraguay                   | Paraguay                   | 60                         | 60                         |                        |         | 18 juin 2017           | 18 juin 2017           | 18 juin 2017           | 18 juin 2017           |
|  | Mexique                    | Mexique                    | 71                         | 71                         |                        |         | 18 juin 2017           | 18 juin 2017           | 18 juin 2017           | 18 juin 2017           |
|  | Mexique                    | Mexique                    | 71                         | 71                         | Mexique                | Mexique | 51                     | 51                     |                        |                        |
|  | 17 juin 2017               |                            |                            |                            | Mexique                | Mexique | 51                     | 51                     |                        |                        |
|  |                            |                            | République dominicaine     | République dominicaine     | 71                     | 71      |                        |                        |                        |                        |
|  | République dominicaine     | République dominicaine     | République dominicaine     | République dominicaine     | 71                     | 71      | 71                     | 71                     |                        |                        |
|  | République dominicaine     | République dominicaine     |                            |                            |                        |         |                        | 71                     |                        |                        |
|  | Venezuela                  | Venezuela                  | 57                         | 57                         |                        |         |                        |                        |                        |                        |
|  | Venezuela                  | Venezuela                  | 57                         | 57                         | Match pour la 7e place |         |                        |                        |                        |                        |
|  |                            |                            |                            |                            |                        |         |                        |                        |                        |                        |
|  | 18 juin 2017               |                            |                            |                            |                        |         |                        |                        |                        |                        |
|  | Paraguay                   | Paraguay                   | 49                         | 49                         |                        |         |                        |                        |                        |                        |
|  | Paraguay                   | Paraguay                   | 49                         | 49                         |                        |         |                        |                        |                        |                        |
|  | Venezuela                  | Venezuela                  | 53                         | 53                         |                        |         |                        |                        |                        |                        |
|  | Venezuela                  | Venezuela                  | 53                         | 53                         |                        |         |                        |                        |                        |                        |

## Classement final
| Place                        | Équipe                 | Vict.-Déf. |
| ---------------------------- | ---------------------- | ---------- |
| Médaille d'or, Amérique      | États-Unis             | 5 - 0      |
| Médaille d'argent, Amérique  | Canada                 | 4 - 1      |
| Médaille de bronze, Amérique | Porto Rico             | 3 - 2      |
| 4                            | Argentine              | 2 - 3      |
| 5                            | République dominicaine | 3 - 2      |
| 6                            | Mexique                | 1 - 4      |
| 7                            | Venezuela              | 1 - 4      |
| 8                            | Paraguay               | 1 - 4      |

- Qualification pour la Coupe du Monde U17 2018
- Qualification pour la Coupe du Monde U17 2018 en tant que pays hôte

## Leaders statistiques

### Points
| Place | Nom              | Équipe                 | PPM  |
| ----- | ---------------- | ---------------------- | ---- |
| 1     | André Curbelo    | Porto Rico             | 21,8 |
| 2     | David Jones      | République dominicaine | 19,0 |
| 3     | Iván Cruz        | Mexique                | 16,2 |
| 4     | José Barreto     | Paraguay               | 15,4 |
| 5     | Cashius McNeilly | Canada                 | 14,4 |

### Rebonds
| Place | Nom                  | Équipe                 | RPM |
| ----- | -------------------- | ---------------------- | --- |
| 1     | Malachi Ndur         | Canada                 | 8,6 |
| 2     | Enderson Alcalá      | Venezuela              | 7,8 |
| 2     | Harry Sosa           | Porto Rico             | 7,8 |
| 4     | Giancarlo Bastianoni | République dominicaine | 7,4 |
| 4     | Romeo Weems          | États-Unis             | 7,4 |

### Passes décisives
| Place | Nom            | Équipe                 | PDPM |
| ----- | -------------- | ---------------------- | ---- |
| 1     | André Curbelo  | Porto Rico             | 3,3  |
| 2     | Zion Harmon    | États-Unis             | 3,2  |
| 3     | David Jones    | République dominicaine | 3,0  |
| 3     | Luis Rolón     | Porto Rico             | 3,0  |
| 5     | Gastón Bertona | Argentine              | 2,8  |
| 5     | Jeremy Roach   | États-Unis             | 2,8  |

### Contres
| Place | Nom                  | Équipe                 | CPM |
| ----- | -------------------- | ---------------------- | --- |
| 1     | Isaiah Todd          | États-Unis             | 1,6 |
| 2     | Alejandro Agüero     | Paraguay               | 1,2 |
| 2     | Giancarlo Bastianoni | République dominicaine | 1,2 |
| 2     | Alexander Nwagha     | Canada                 | 1,2 |
| 5     | Anthony Ramírez      | Venezuela              | 1,0 |
| 5     | Juan Scacchi         | Argentine              | 1,0 |
| 5     | Harry Sosa           | Porto Rico             | 1,0 |
| 5     | James Wiseman        | États-Unis             | 1,0 |

### Interceptions
| Place | Nom            | Équipe                 | IPM |
| ----- | -------------- | ---------------------- | --- |
| 1     | André Curbelo  | Porto Rico             | 3,5 |
| 2     | David Jones    | République dominicaine | 3,0 |
| 2     | Wendell Moore  | États-Unis             | 3,0 |
| 4     | Alhan Díaz     | Venezuela              | 2,6 |
| 5     | Scottie Barnes | États-Unis             | 2,4 |

### Évaluation
| Place | Nom              | Équipe                 | EPM  |
| ----- | ---------------- | ---------------------- | ---- |
| 1     | André Curbelo    | Porto Rico             | 21,8 |
| 2     | David Jones      | République dominicaine | 20,0 |
| 3     | Vernon Carey Jr. | États-Unis             | 18,4 |
| 4     | Romeo Weems      | États-Unis             | 15,4 |
| 5     | Scottie Barnes   | États-Unis             | 14,0 |

## Récompenses
MVP de la compétition (meilleur joueur) Vernon Carey Jr.
Meilleur cinq de la compétition
- Gastón Bertona
- André Curbelo
- Cashius McNeilly
- David Jones
- Vernon Carey Jr.